# Qing-Dynastie

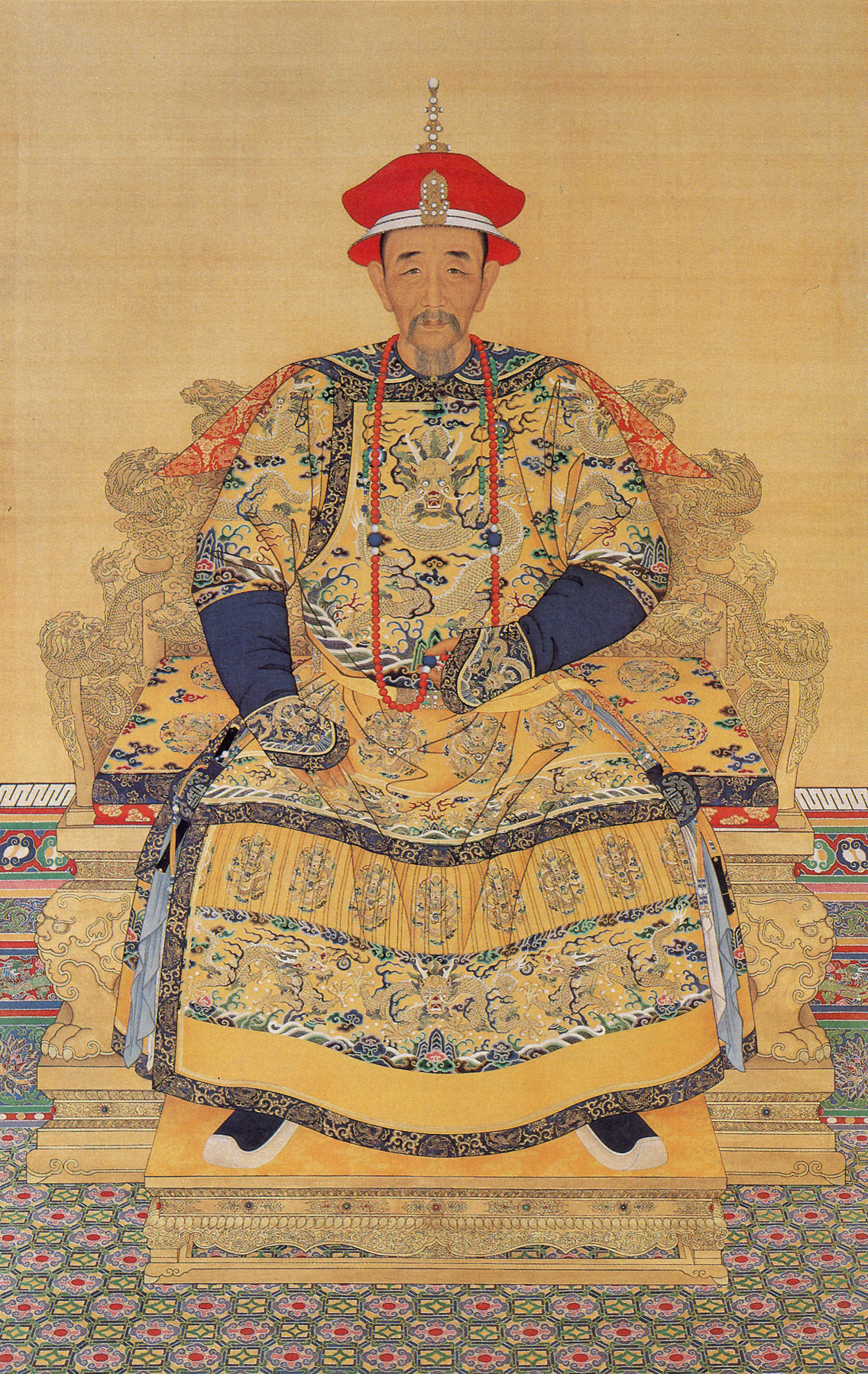
Kangxi, der am längsten herrschende Kaiser der Qing-Dynastie

Die Qing-Dynastie (mandschurisch ᡩᠠᡳᠴᡳᠩ
ᡤᡠᡵᡠᠨ Daicing Gurun; chinesisch 清朝, Pinyin Qīngcháo, W.-G. Ch'ing Ch'ao, Jyutping Cing1ciu4; Aussprache etwa „Tching-Dynastie“) oder Mandschu-Dynastie wurde 1636 von den Mandschu unter Nurhaci begründet und herrschte ab 1644 im Kaiserreich China. Sie löste die Ming-Dynastie ab und endete nach der Xinhai-Revolution von 1911 mit der Ausrufung der Republik China am 1. Januar 1912.
Die Qing-Dynastie war nach der mongolischen Yuan-Dynastie die zweite Dynastie, die über ganz China herrschte und nicht von Han-Chinesen begründet wurde. Sie basierte auf dem Aufstieg des Volks der Jurchen, die als Jin-Dynastie (1125–1234) und als Spätere Jin-Dynastie (1616–1636) in Nordchina herrschten. 1635 änderten die durch Nurhaci vereinten Jurchen-Stämme ihren Namen in Mandschu. Ab 1636 wurde die Dynastie selbst Qing genannt.
Während der Qing-Dynastie erreichte China die größte territoriale Ausdehnung seiner Geschichte. Zudem wuchs die Bevölkerung stark an, von geschätzt etwa 56 Millionen im Jahr 1644 auf etwa 400 Millionen im Jahr 1911. Mit geschätzten 381 Millionen Einwohnern im Jahr 1820 lebten etwa 36 Prozent der gesamten Weltbevölkerung von damals (1,04 Milliarden) in seinen Grenzen und das Land erwirtschaftete etwa 33 Prozent der Weltwirtschaftsleistung – ungefähr so viel wie ganz Europa mit damals nur etwa 200 Millionen Einwohnern.

## Das Qing-Reich bis zum Opiumkrieg

### Gründung

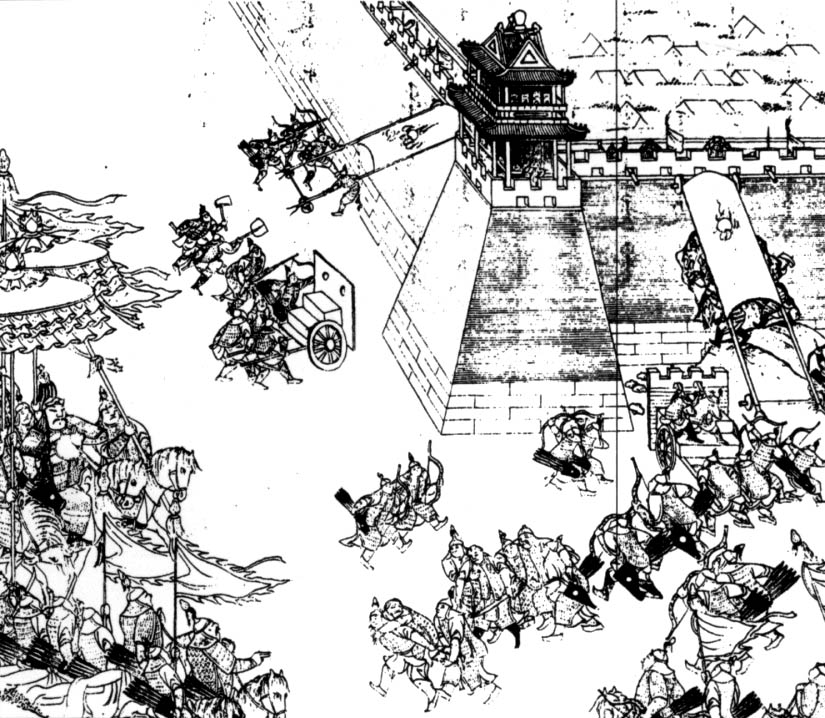
Nurhaci bei der Belagerung von Ningyuan im Jahr 1626

Unter Nurhaci (1559–1626) und dessen achtem Sohn Huang Taiji (manchmal auch: Abahai, 1592–1643) erlangten die Jurchen einen großen Machtzuwachs. Ihre militärische Macht stützte sich zunächst auf die mandschurisch geprägten Acht Banner, später ergänzt um die eher aus Han-Chinesen bestehende Armee der Grünen Standarte. Der erste Kaiserpalast stand in Shenyang, wo sich auch das Grab Nurhacis befindet.
Während des Krieges gegen Ligdan Khan zwischen 1632 und 1635, der mit der Übergabe des Reichssiegels an Huang Taiji endete, schlossen sich die Chahar-Mongolen den Jurchen an. 1641 unternahmen die Mandschu einen großen Einfall in das China der Ming-Dynastie, bei dem sie 88 Städte eroberten, sechs weitere übernahmen und bis zur Halbinsel Liaodong vordrangen. 1644 ging die Ming-Dynastie durch innere Aufstände unter, der Mandschu-Regent Dorgon (1612–1650) und der einstige Ming-General Wu Sangui vertrieben daraufhin den Rebellenführer Li Zicheng aus Peking und verfolgten ihn bis nach Hunan, wo er im Oktober 1645 umkam. Peking wurde nach der Einnahme durch Dorgon neue Hauptstadt der jungen Qing-Dynastie.

### Anfänge

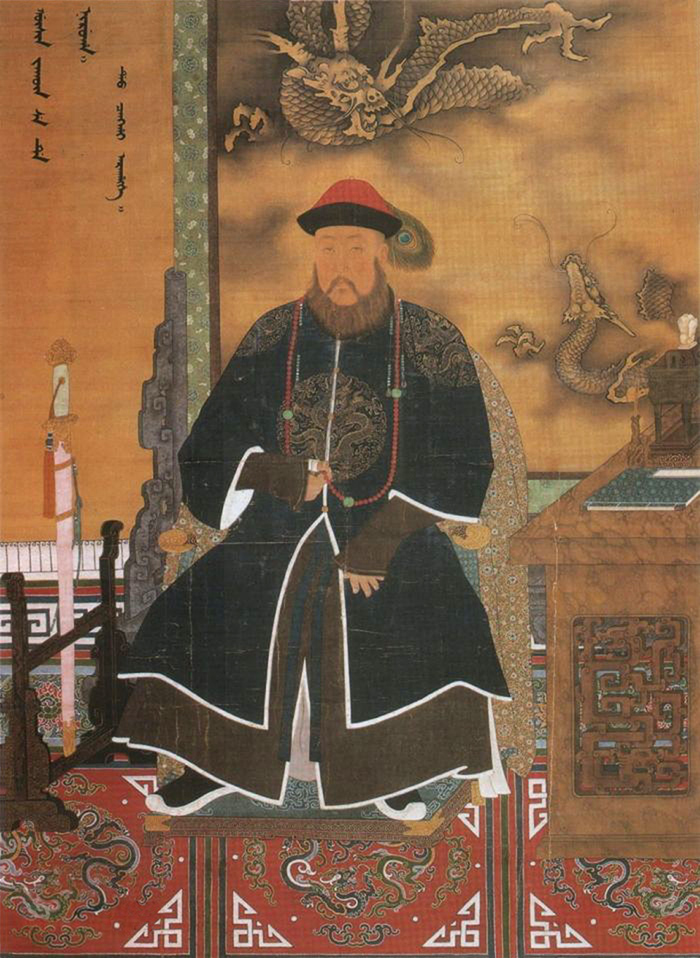
Prinzregent Dorgon

Die Regierung des Qing-Kaisers Shunzhi (1643–1661, neunter Sohn Huang Taijis) wurde von den beiden Prinzregenten Dorgon und Dsirgalang geführt. Schon 1645 änderten sie die chinesische Kleidung (Hanfu) und Haartracht und zwangen den Han-Chinesen unter Androhung von Todesstrafe den mandschurischen Zopf auf. Es wurden (wie zur Yuan-Zeit) Ehen zwischen Han-Chinesen und Mandschu verboten. Die Hauptstadt Peking wurde zweigeteilt, in eine Teilstadt für Mandschu im Norden und eine für Chinesen im Süden. Die Mandschurei wurde für Han-Chinesen gesperrt.
Der Zorn der Han-Bevölkerung gegen die Fremdherrschaft der Mandschu und speziell auch gegen den „Zopf-Zwang“ entlud sich in mehreren Aufständen. Die Niederschlagung endete unter anderem in Massakern, beispielsweise in Jiading und Jiangyin mit fünfstelliger Opferzahl (1645).
Das Verbot der Mischehe wurde jedoch insbesondere von der Mandschu-Elite missachtet. Selbst die Qing-Kaiser nahmen Han-Chinesinnen als kaiserliche Nebenfrauen an, bereits Kaiser Kangxi hatte eine solche zur Mutter. Auch die Zweiteilung Pekings war höchst durchlässig, da die Innere (also nördliche) Stadt genau genommen den Acht Bannern vorbehalten war. Die meisten Bannerleute waren aber Han-Chinesen und keine Mandschu. Um 1700 wohnten in der Nordstadt Pekings bereits über 70 % Han-Chinesen, und die Mandschu bildeten eine deutliche Minderheit, soweit man durch die Einheirat der Han-Chinesen überhaupt noch von echten Mandschu sprechen kann.
Mit dem Tod Dorgons, eines konservativen Mandschu, im Jahre 1650, erlangten die chinesischen Literaten und Beamten einen größeren Einfluss auf den jungen Kaiser Shunzhi. Das äußerte sich darin, dass man nun bei Hofe die Bündnisbeziehungen zu den mongolischen Fürsten, (speziell den Chalcha) in Tributbeziehungen umdeutete. Die gesamte Palastdienerschaft wurde wieder von Chinesen gestellt und Chinesisch zur offiziellen Hofsprache erhoben, wobei die Mandschurische Sprache zunehmend verdrängt wurde. Im Laufe der Zeit beschäftigte sich Kaiser Shunzhi immer stärker mit religiösen Ideen, trat in ein buddhistisches Kloster ein, starb jedoch schon mit 23 Jahren an den Pocken.

### Ära Kangxi und Yongzheng

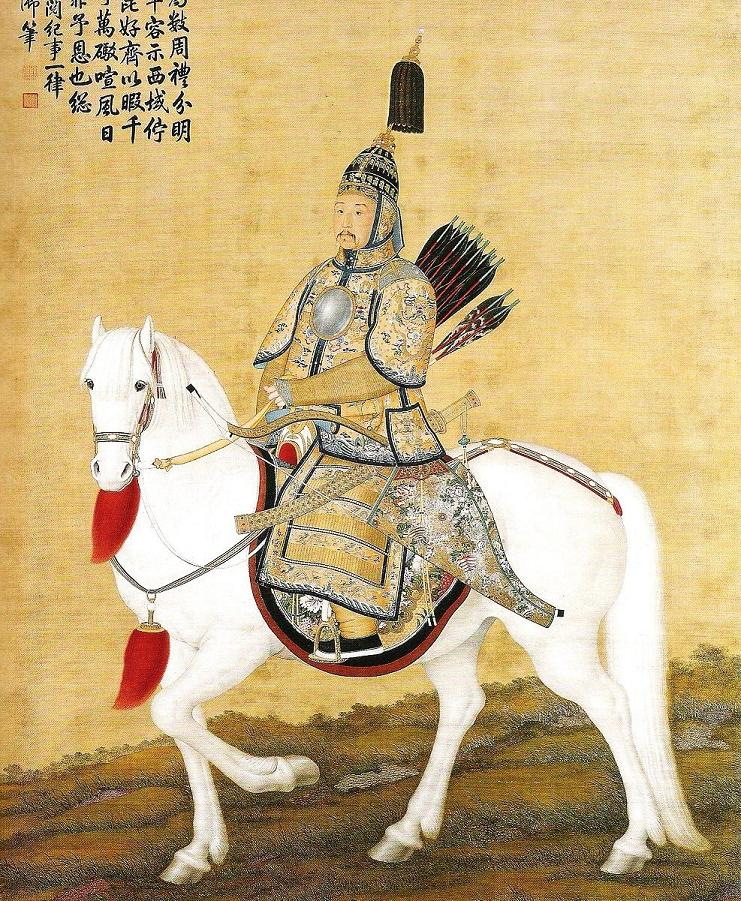
Kaiser Kangxi

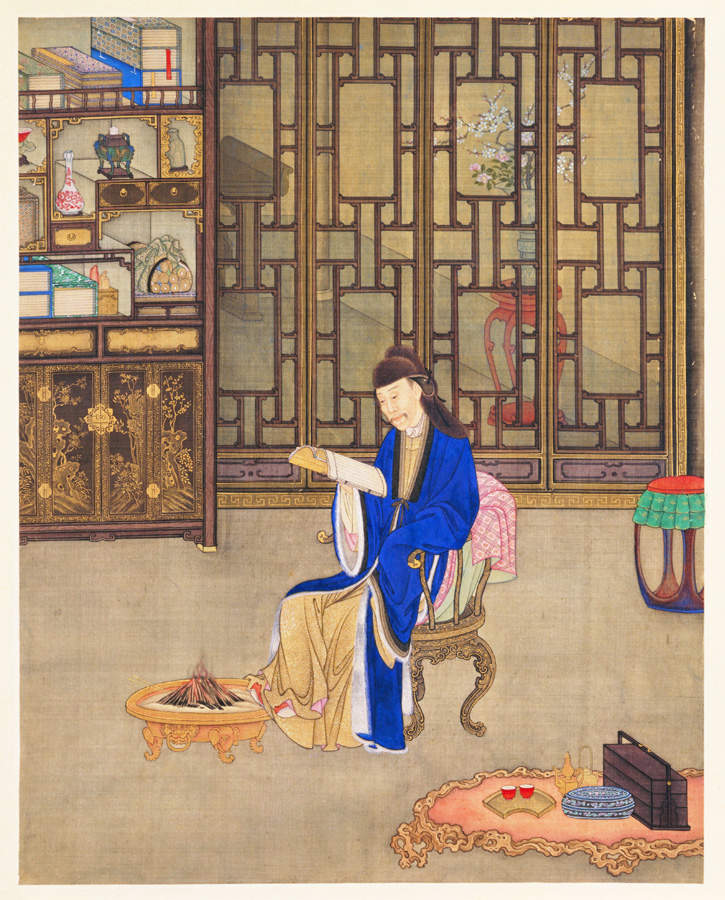
Kaiser Yongzheng

Ihm folgte sein dritter Sohn Kangxi (1661–1722), einer der bekanntesten Herrscher Chinas. Er reorganisierte das Reich mit der Entmachtung der Drei Feudalfürsten 1674–1681, beendete bis 1683 den Widerstand (Koxinga 1624–1662) an der Küste und in Taiwan (womit Taiwan erstmals von China einverleibt wurde), kämpfte zum Schutz der Chalcha-Mongolen 1690–1696 und erneut 1715–1724 gegen die Oiraten, wobei er nach dem Tod König Lhabzangs im Jahr 1720 auch das Protektorat über Tibet einrichtete.
Kaiser Kangxi galt als Gelehrter; er nahm bei den Jesuiten nicht nur Unterricht in Kriegsführung, sondern auch in Astronomie, Mathematik und Anatomie. Kurz nach seinem Tod wies man die europäischen Missionare nach Macau aus, da man sie als Mitglieder verbotener politischer Geheimbünde betrachtete, das Christentum wurde verboten.
Dagegen nahm man schon 1646 das alte chinesische Prüfungssystem für Staatsbeamte wieder auf und band so die alte Führungsschicht der Ming-Zeit an sich. Nach der Befriedung des Südens kamen kostspielige Inspektionsreisen in die Städte am Jangtse dazu, dem Zentrum der chinesischen Intelligenz (1684–1765). Die Mandschu waren zwar lediglich aufgeklärte Despoten, aber der Gegensatz zwischen ihnen und den Chinesen verringerte sich und flammte erst im ausgehenden 19. Jahrhundert wieder auf.
Bis 1685 beschlagnahmten die Mandschu (bevorzugt im Norden) Land, wo sie Kriegsgefangene und enteignete Bauern wie Sklaven arbeiten ließen. Kangxi begriff allmählich die Notwendigkeit einer Änderung, die dann radikal erfolgte. Die Qing-Dynastie hatte danach die mildeste Agrarbesteuerung der ganzen chinesischen Geschichte (1711). Angesichts der weiterentwickelten Ackerbautechniken und neuen Anbaukulturen (amerikanische Kartoffel, Erdnuss, Mais, Obst und Gemüse) stand der chinesische Bauer seinem europäischen Pendant an Wohlstand sicher in nichts nach.
Die Techniken des vorindustriellen Zeitalters (das heißt vor Watts Dampfmaschine) wurden zur Qing-Zeit vollständig ausgereizt. Nahrungsmittelproduktion, Textilindustrie, Teeernte, Porzellanherstellung, Papier- und Zuckerproduktion erreichten Rekorde.
Man schätzt, dass die Europäer die Hälfte von 400 Millionen Silber-US-Dollar aus den amerikanischen Kolonien (1571–1821) für den Ankauf chinesischer und anderer ostasiatischer Waren ausgegeben haben, vornehmlich für Luxusartikel wie Porzellan, Seide und Tee. Dieses Problem führte zum Ersten Opiumkrieg, denn die Chinesen bestanden staatlicherseits auf Silberzahlung. Die chinesische Kultur strahlte im 18. Jahrhundert in einer verspielten Form auch nach Europa aus (Chinoiserie).
Ein anderes Problem war der Wunsch nach Errichtung einer sittlichen Ordnung, in der die Mandschu-Herrschaft nicht in Frage gestellt würde. Zu diesem Zweck förderte man den Konfuzianismus in nie gekannter Weise. Gegen 1730 wirkte sich das auch auf das Prüfungssystem für Beamte aus, jeder Kandidat musste die Mandschu-Herrschaft ausführlich rechtfertigen. Verderbliche Romane wurden 1687 auf einen Index gesetzt, und 1774–1789 suchte man zum Zweck von Zensur und Vernichtung systematisch nach Schriften, die Barbaren auch nur andeutungsweise kritisierten.
Bekannt wurde Kaiser Kangxi nicht nur als Gelehrter, sondern auch als Förderer der Kunst und Wissenschaften. Er ließ sich in Peking und Jehol prächtige Residenzen bauen und umfangreiche wissenschaftliche Werke ausarbeiten (unter anderen eine Riesen-Enzyklopädie, Wörterbuch). Sein Sohn und Nachfolger Yongzheng (1723–1735) und auch Qianlong (Regierungszeit 1735–1796; † 1799) taten es ihm nach. Beide waren Gelehrte und Förderer der Literatur, Qianlong hinterließ 30.000 Gedichte.

### Ära Qianlong

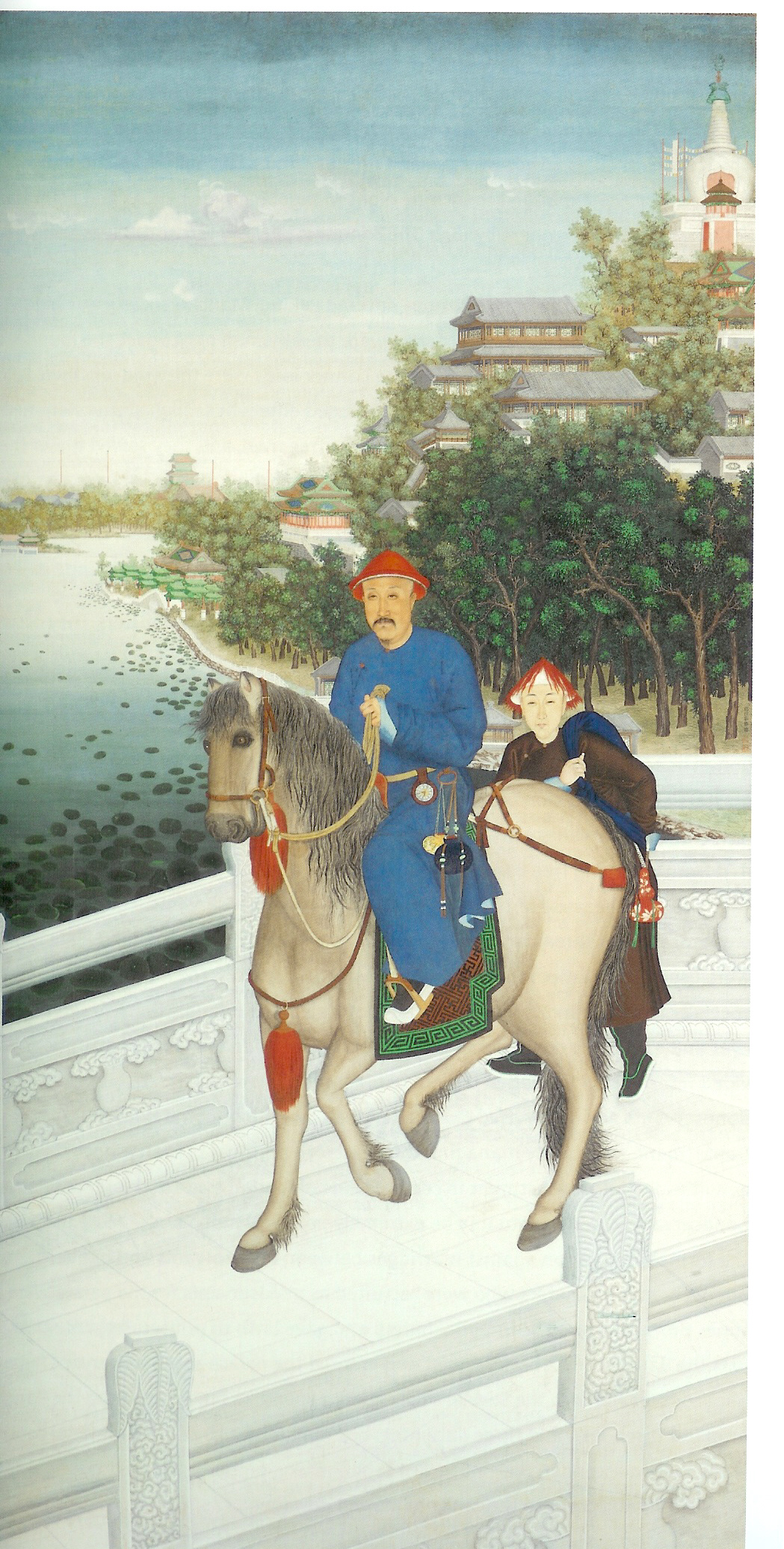
Kaiser Qianlong

Zu Qianlongs Zeit erlebte Qing-China eine äußere Machtentfaltung. Das Land der Dsungaren im Ili-Gebiet und der Dsungarei wurde 1754–1759 besetzt, das Tarimbecken mit Kaschgar, Chotan und Jarkend 1760. In das seit 1720/1751 abhängige Tibet (nach Lhasa) verlegte man 1790/1791 eine chinesische Garnison, die dort bis 1912 bestand. Alles in allem wurden in der Qing-Zeit Grenzlinien gezogen, auf die sich China heute noch beruft (beispielsweise beim „Grenzzwischenfall“ am Ussuri mit der Sowjetunion 1968/1969).
Als Reaktion auf das aggressive Vorgehen der europäischen Handelskompanien begann die Qing-Dynastie ab 1757 den Überseehandel für die Europäer noch strenger zu reglementieren, bis 1843 war nur noch der Hafen in Guangzhou (Kanton) für den Seehandel zwischen China und Europa zugelassen.
Wirtschaftlich und militärisch wurde die ab 1800 zunehmende europäische Überlegenheit nicht wahrgenommen (Macartney-Mission 1793). Man bestand gegenüber den Europäern auf der sinozentrischen Weltordnung, die keine Freiheit des Handels kannte und Staaten danach einordnete, wie nah sie der chinesischen Kultur standen. Formell waren dabei alle chinesische Vasallen.
Der innere Frieden und die gute wirtschaftliche Situation führten zu einem bisher ungekannten Bevölkerungswachstum. Zwischen 1740 und 1850 stieg die Bevölkerung von 143 Millionen auf 430 Millionen Einwohner an und überforderte bald die Verwaltung. In verschiedenen Gebieten des Riesenreiches gab es Spannungen mit den unterworfenen Völkern, die gegen Ende der Qianlong-Ära kulturell bedrängt wurden. Ein einziger Feldzug gegen die Tibeter in Sichuan 1771–1776 kostete zum Beispiel 70 Millionen Silberliang. Die Situation in diesen Gebieten begünstigte Straßenraub und Korruption.
Ein Bannergeneral namens Heshen (1750–1799) beeinflusste Kaiser Qianlong, spann ein Korruptionsnetz und massakrierte Bauern, die sich um 1795 unter der Sekte mit dem Namen Weißer Lotus zum Teil gegen seine Geldforderungen erhoben. Die Korruption und die Bekämpfung der Bauern- und Minderheitenaufstände vergrößerten das Defizit der Staatsfinanzen, so dass man sogar bei Hof sparen und die Hofjagden einstellen musste. Die mit der Deich- und Flussregulierung beauftragten Beamten zweigten Gelder für den eigenen Gebrauch ab, so dass es unter Kaiser Jiaqing (1796–1820) zu sieben Überschwemmungen kam.

## Opiumkriege und Taiping-Aufstand

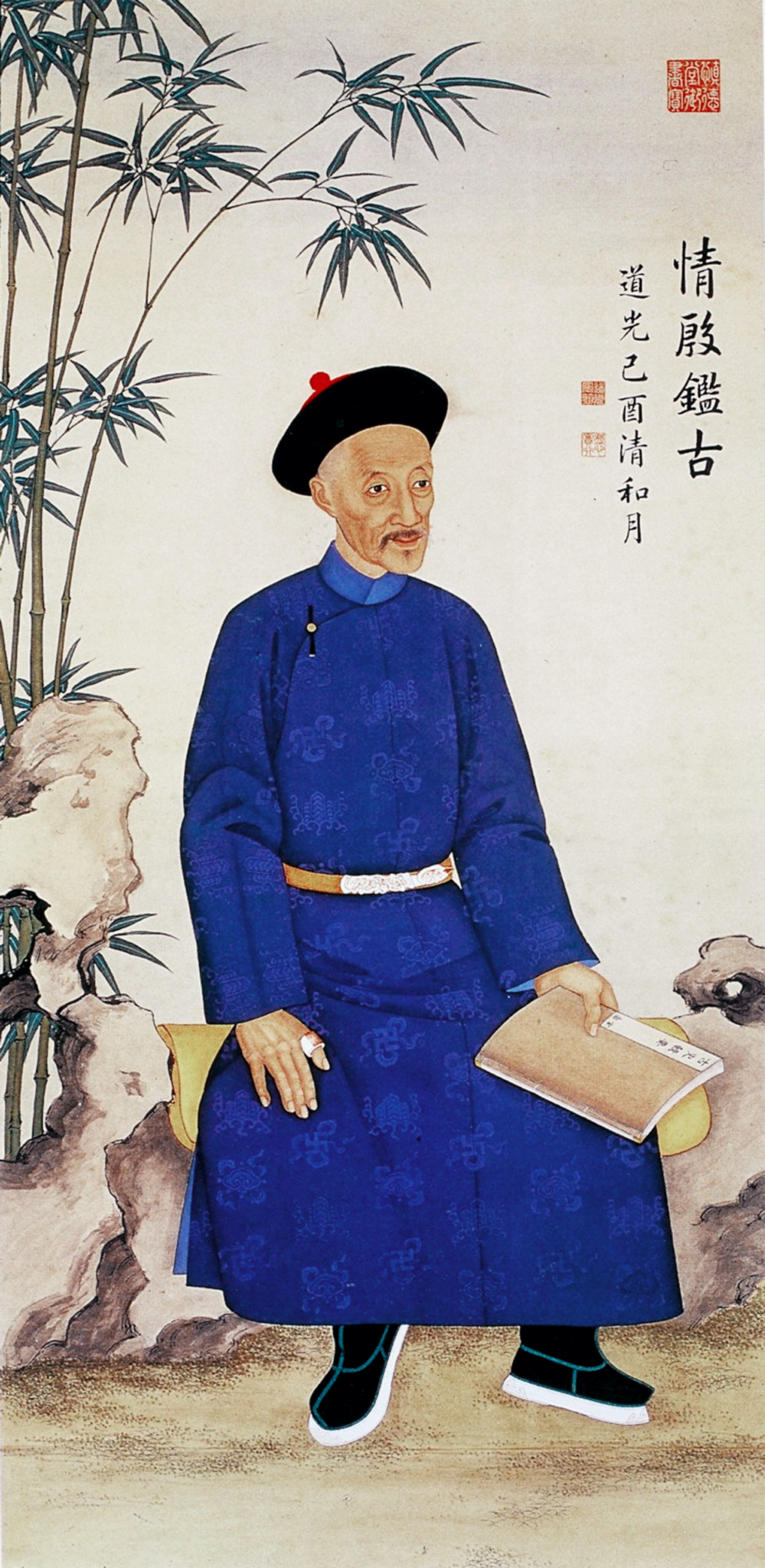
Kaiser Daoguang

Direkt kontrollierte Gebiete des Qing-Kaiserreichs zur Zeit seiner größten Ausbreitung 1820. Die chinesischen Kernprovinzen (das „Eigentliche China“) sind dunkler gefärbt.

Territoriale Verluste des Qing-Reiches bis zum Ende der Monarchie 1911

Die Aufstände unter den Bauern fanden in der ganzen ersten Hälfte des 19. Jahrhunderts kein Ende, auch die Minderheiten erhoben sich ununterbrochen. In den Jahren 1826–1838 stieg der Opiumschmuggel schlagartig an, der Opiumkonsum breitete sich in dieser Krisenzeit trotz staatlichen Verbots immer weiter aus. Das hatte auch schwerwiegende Auswirkungen auf die öffentliche Moral (niederes Beamtentum) und die Wirtschaft. Durch den Opiumhandel entstand ein Außenhandelsdefizit, wodurch das Silber wieder aus China abfloss. Die Regierung konnte das nicht verhindern, da sie die Opiumkriege gegen die Europäer verlor.
Es bestand ein Gegensatz zwischen oben genannter sinozentrischer Weltordnung und dem europäischen Führungsanspruch, der im eigenen Interesse den Freihandel – auch mit Drogen – propagierte. Der Gegensatz führte zum Ersten Opiumkrieg, der mit dem Vertrag von Nanking endete, dem ersten der sogenannten Ungleichen Verträge.
Die Krise des Kaiserreiches entlud sich im Taiping-Aufstand (1851–1864, siehe dort), der die chinesische Gesellschaft in ihren Grundfesten erschütterte. 1855 änderte zudem der Gelbe Fluss seinen Lauf, eine Katastrophe, die es zuletzt 1324 gegeben hatte. Während in Europa um 1850 Dampfschiffe das Bild bestimmten, sich gleichzeitig die Eisenbahn ausbreitete, die Stahlproduktion stieg, die Baumwollproduktion mechanisiert und damit kostengünstiger wurde, hatte China mit inneren Schwierigkeiten zu kämpfen, die jeden Fortschritt behinderten, wie dem Taiping-Aufstand oder dem Nian-Aufstand. Viele Chinesen verließen ihr Land und wurden als Kulis verkauft.
Infolgedessen stieg der europäische Einfluss im Zweiten Opiumkrieg und insbesondere nach dem Vertrag von Tianjin immer weiter. So verlor China die Zollkontrolle, und ausländische Gesellschaften rissen profitable Geschäftszweige an sich, wie 1862 den Handelsverkehr. Jeder europäische Staat versuchte nach 1858/1860 die gleichen Konzessionen bzw. Rechte wie sein Rivale zu erhalten, sogar das kleine Belgien. Die Folge waren unablässige Machtdemonstrationen, sogar kleine Geschäftsträger konnten mit Kanonenbooten kommen (1870) und die gewaltsame Öffnung von Vertragshäfen erzwingen.
Trotzdem bemühte man sich um die Modernisierung Chinas, auch wenn der bereits erzielte Fortschritt der Europäer ihre halbkoloniale Herrschaft über China begründete. So stellte man 1868 das erste chinesische Dampfschiff fertig, gründete 1872 eine Dampfschifffahrtsgesellschaft und schickte Studenten nach Europa. 1879 folgte die erste Eisenbahn, 1881 die erste Telegraphenlinie, 1887 die erste Eisenbahngesellschaft, 1893 die erste Eisenbahnlinie und so weiter. Alles in allem baute man eine Industrie auf, die der in Japan (Meiji-Zeit) bis 1894 jedoch nicht ebenbürtig war. Mit technischen Belangen mussten Ausländer beauftragt werden.
Dabei war man aber aufgrund des äußeren und inneren Drucks gezwungen, sich nur um das Notwendigste zu kümmern. 40 Millionen liang Anleihen mussten zum Beispiel bei ausländischen Banken aufgenommen werden; sie reichten aber nur für die unmittelbaren Bedürfnisse der Regierung. Wegen der Zerstörungen, des Preisanstiegs, der Hungersnöte und Überschwemmungen nach dem Taiping-Aufstand verfügte die Regierung weder über eine starke Zentralgewalt, noch hatte sie regelmäßige Einnahmequellen.

## Das Ende der Dynastie

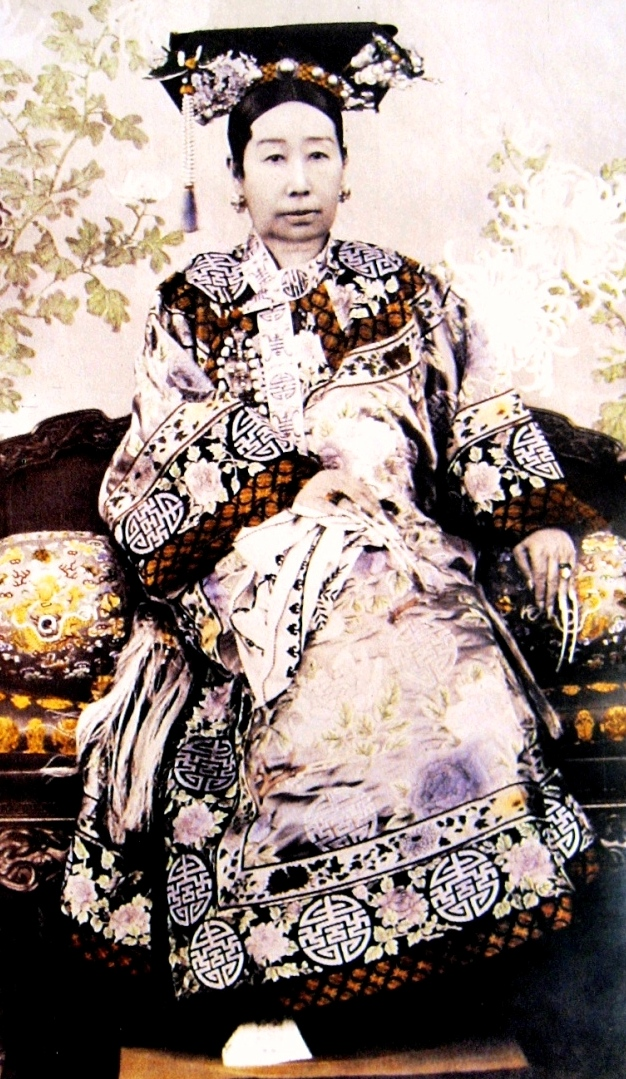
Kaiserinwitwe Cixi

Seit 1900 lag die Qing-Dynastie in Trümmern, die gerade mühsam aufgebaute Kriegsflotte wurde im Ersten Japanisch-Chinesischen Krieg von 1894/95 von den Japanern zerstört, wobei Taiwan, die nominelle Oberhoheit über Korea und andere Gebiete nach dem Friedensvertrag von Shimonoseki verlorengingen. China wurde in Einflusssphären aufgeteilt, die Europäer und Japaner unterhielten nun dort Kriegsflotten und Truppen (auch das Deutsche Reich besetzte 1897 die Kiautschou-Bucht, welche es durch Zwangsmaßnahmen ab 1898 als Pacht erhielt).
Das Kaiserhaus wurde von der Kaiserinwitwe Cixi († 1908) beeinflusst, die von 1861 an die meiste Zeit für ihren minderjährigen Sohn Kaiser Tongzhi und später für den von ihr eingesetzten Neffen Guangxu regierte. Laut damaliger westlicher Meinung widersetzte sie sich Reformen, wenn diese ihrer Macht gefährlich werden konnten (siehe auch: Hundert-Tage-Reform des Kaisers Guangxu) und stand inoffiziell hinter dem Boxeraufstand (11. Januar 1900).
1911 kam es im Zuge der Xinhai-Revolution zum Sturz des letzten Kaisers Puyi durch Yuan Shikai und Sun Yat-sen. Dieser rief am 1. Januar 1912 die Republik China aus. Yuan Shikai proklamierte sich 1915 selbst zum Kaiser, wurde aber 1916 zum Rücktritt gezwungen. General Zhang Xun restaurierte 1917 für nur zwei Wochen noch einmal formal die Herrschaft Puyis, bevor dieser dann endgültig abdanken und 1924 die Verbotene Stadt verlassen musste.

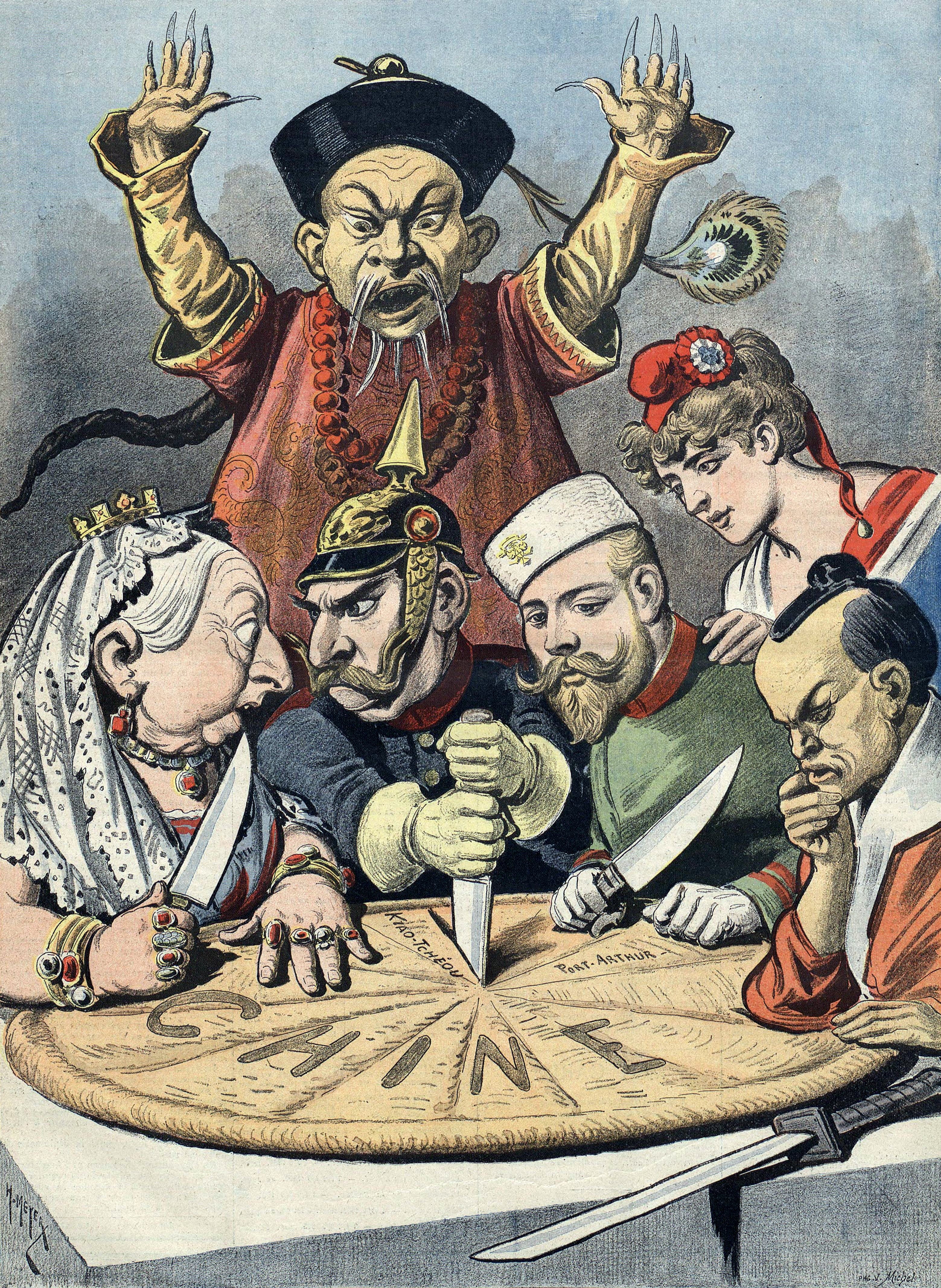
Zeitgenössische Karikatur (1898), die die Rivalität der Großmächte in China darstellt: von links nach rechts Großbritannien (Victoria), Deutsches Reich (Wilhelm II.), Russland (Nikolaus II.), Frankreich (Marianne), Japan